# Rhamdia
Rhamdia és un gènere de peixos de la família dels heptaptèrids i de l'ordre dels siluriformes.

## Taxonomia
- Rhamdia argentina (Humboldt, 1821)
- Rhamdia bathyura (Cope, 1878)
- Rhamdia dorsalis (Gill, 1870)
- Rhamdia duquei (Eigenmann & Pearson, 1942)
- Rhamdia enfurnada (Bichuette & Trajano, 2005)[2]
- Rhamdia foina (Müller & Troschel, 1849)[3]
- Rhamdia guasarensis (DoNascimiento, Provenzano & Lundberg, 2004)[4]
- Rhamdia guatemalensis (Günther, 1864)[5]
- Rhamdia humilis (Günther, 1864)[5]
- Rhamdia itacaiunas (Silfvergrip, 1996)[6]
- Rhamdia jequitinhonha (Silfvergrip, 1996)[7]
- Rhamdia laluchensis (Weber, Allegrucci & Sbordoni, 2003)[8]
- Rhamdia laticauda (Kner, 1858)[9][10][11]
- Rhamdia laukidi (Bleeker, 1858)[12]
- Rhamdia macuspanensis (Weber & Wilkens, 1998)[13]
- Rhamdia marthae (Sands & Black, 1985)[14][15]
- Rhamdia muelleri (Günther, 1864)[5]
- Rhamdia nicaraguensis (Günther, 1864)[5]
- Rhamdia ortoni (Fowler, 1915)
- Rhamdia parryi (Eigenmann & Eigenmann, 1888)
- Rhamdia poeyi (Eigenmann & Eigenmann, 1888)[16]
- Rhamdia quelen (Quoy & Gaimard, 1824)[17][18]
- Rhamdia reddelli (Miller, 1984)[19]
- Rhamdia sapo (Valenciennes, 1836)[20]
- Rhamdia schomburgkii (Bleeker, 1858)[12]
- Rhamdia typhla (Greenfield, Greenfield & Woods, 1982)
- Rhamdia velifer (Humboldt, 1821)[21]
- Rhamdia xetequepeque (Silfvergrip, 1996)[7]
- Rhamdia zongolicensis (Wilkens, 1993)[22][23][24][25][26][27][28][29][30]